# Bukivțovo, Velîkîi Bereznîi
Bukivțovo (în ucraineană Буківцьово) este o comună în raionul Velîkîi Bereznîi, regiunea Transcarpatia, Ucraina, formată numai din satul de reședință.

## Demografie
Componența lingvistică a comunei Bukivțovo
     Ucraineană (100%)
Conform recensământului din 2001, toată populația comunei Bukivțovo era vorbitoare de ucraineană (100%).